# Going for the One
Going for the One is het tiende album van de Britse progressieve-rockband Yes. Het album kwam uit in 1977 na een periode van soloactiviteiten door de verschillende bandleden. De 'ruzie' over macrobiotisch eten van de leden van Yes enerzijds en het losbandige eet- en drinkgedrag van Rick Wakeman anderzijds was bijgelegd, want Wakeman kwam weer terug in de groep. Patrick Moraz verliet de groep weer.
Going for the One bevat kortere en directere nummers dan voorgaande Yes-albums, met uitzondering van het nummer "Awaken", dat door veel Yes-liefhebbers wordt beschouwd als een van de beste stukken die Yes ooit heeft gemaakt. De tracks "Parallels" en "Awaken" zijn bijzonder, aangezien Wakeman daarin het kerkorgel bespeelt van de kerk Saint Martin in het Zwitserse Vevey. De opnamen vonden plaats via een directe (nog analoge) telefoonverbinding van de kerk naar de Montreux-studio's, eveneens te Zwitserland. Op "Awaken" zingt verder nog een kerkkoor.

## Tracklist
1. "Going for the One" (Anderson) - 5:32
2. "Turn of the Century" (Anderson, Howe, White) - 7:56
3. "Parallels" (Squire) - 5:53
4. "Wonderous Stories" (Anderson) - 3:49
5. "Awaken" (Anderson, Howe) - 15:31

## Bezetting
- Jon Anderson - zang, percussie
- Chris Squire - basgitaar, zang
- Steve Howe - elektrische en akoestische gitaar, Portugese gitaar, zang
- Rick Wakeman - piano, orgel, Moog, synthesizer
- Alan White - drums, percussie